# Distretto di Signau
Il distretto di Signau è stato un distretto del Canton Berna, in Svizzera. Confinava con i distretti di Interlaken e di Thun a sud, di Konolfingen e di Burgdorf a ovest e di Trachselwald a nord e con il Canton Lucerna (distretti di Willisau a nord-est e di Entlebuch a est). Il capoluogo era Signau.
I suoi comuni sono passati alla sua soppressione al Circondario dell'Emmental.

## Comuni
Amministrativamente era diviso in 9 comuni:
- Eggiwil
- Langnau im Emmental
- Lauperswil
- Röthenbach im Emmental
- Rüderswil
- Schangnau
- Signau
- Trub
- Trubschachen

### Divisioni
- 1852: Lauperswil → Innerer Lauperswilviertel (dal 1867 Trubschachen), Lauperswil